# Martin Hansen
Martin Hansen, né le 15 juin 1990 à Brøndby au Danemark, est un footballeur danois évoluant actuellement au poste de gardien de but à l'Odense BK.

## Biographie
Né à Brøndby au Danemark Martin Hansen est formé par le club local du Brøndby IF mais il n'y joue aucun match en professionnel.
En janvier 2012, Martin Hansen quitte le Liverpool FC afin de s'engager en faveur du Viborg FF. Son contrat s'étend jusqu'en juin 2013.
Alors qu'il est pressenti pour rejoindre un club français, l'ES Troyes AC et le FC Sochaux-Montbéliard étant sur les rangs pour le recruter depuis l'hiver, Martin Hansen rejoint finalement librement le FC Nordsjælland à l'été 2013. Le transfert est annoncé dès le 23 mai 2013,.
Martin Hansen joue deux matchs en Ligue des champions et deux matchs en Ligue Europa avec le club danois du FC Nordsjælland lors de la saison 2013-2014.
Le 17 juillet 2018, Martin Hansen rejoint la Suisse pour s'engager en faveur du FC Bâle. Le gardien danois signe un contrat de deux saisons.
Le 11 août 2015, lors d'un match contre le PSV, il égalise à la 95e minute pour son club de La Haye, d'une superbe Madjer.
Le 21 janvier 2020, lors du mercato hivernal, Martin Hansen rejoint librement le club allemand du Hanovre 96. Il signe un contrat courant jusqu'en juin 2021 et arrive pour être la doublure de Ron-Robert Zieler. Avec l'arrivée de Stefan Leitl (en) à la tête de l'équipe première à l'été 2022, Hansen n'est pas inclus dans l'équipe première et poussé vers la sortie.
Le 1er août 2022, Martin Hansen s'engage en faveur de l'Odense BK. Il signe un contrat de deux ans et vient pour renforcer une équipe qui en début de saison a déjà encaissé neuf buts en trois matchs,.
Il joue son premier match pour Odense le 7 août 2022, lors d'une rencontre de championnat contre l'AGF Aarhus. Il est titularisé et son équipe s'incline par deux buts à un. Malgré la défaite son entraîneur, Andreas Alm, se dit satisfait de sa prestation et confirme qu'il sera le titulaire dans les buts, Hansen prenant donc la place d'Hans Christian Bernat, qui avait été peu rassurant lors des dernières rencontres.
Lors de la première partie de la saison 2023-2024, Hansen part comme titulaire avant d'être de nouveau mis en concurrence avec Hans Christian Bernat. Il est ensuite blessé pendant l'hiver et voir l'OB recruter un nouveau joueur à son poste en la personne du norvégien Viljar Myhra. Celui-ci prend la relève durant son absence et devient un joueur important de l'équipe en prenant une place de titulaire jusqu'à la fin de la saison, reléguant Hansen sur le banc.

## Statistiques
| Saison                | Club                     | Championnat           | Championnat | Championnat | Coupe(s) nationale(s) | Coupe(s) nationale(s) | Compétition(s) continentale(s) | Compétition(s) continentale(s) | Compétition(s) continentale(s) | Playoffs | Playoffs | Total | Total |
| Saison                | Club                     | Division              | M.          | B.          | M.                    | B.                    | Comp.                          | M.                             | B.                             | M.       | B.       | M.    | B.    |
| 2009-2010             | Liverpool FC rés.        | Reserve League North  | 5           | 0           | -                     | -                     | -                              | -                              | -                              | -        | -        | 5     | 0     |
| 2010-2011             | Liverpool FC rés.        | Reserve League        | 11          | 0           | -                     | -                     | -                              | -                              | -                              | -        | -        | 11    | 0     |
| 2011-2012             | Bradford City AFC (prêt) | League Two            | 4           | 0           | -                     | -                     | -                              | -                              | -                              | -        | -        | 4     | 0     |
| 2011-2012             | Liverpool FC rés.        | Reserve League        | 7           | 0           | -                     | -                     | -                              | -                              | -                              | -        | -        | 7     | 0     |
| Sous-total            | Sous-total               | Sous-total            | 27          | 0           | -                     | -                     | -                              | -                              | -                              | -        | -        | 27    | 0     |
| 2011-2012             | Viborg FF                | 1. Division           | 11          | 0           | -                     | -                     | -                              | -                              | -                              | -        | -        | 11    | 0     |
| 2012-2013             | Viborg FF                | 1. Division           | 32          | 0           | -                     | -                     | -                              | -                              | -                              | -        | -        | 32    | 0     |
| Sous-total            | Sous-total               | Sous-total            | 43          | 0           | -                     | -                     | -                              | -                              | -                              | -        | -        | 43    | 0     |
| 2013-2014             | FC Nordsjælland          | Superligaen           | 15          | 0           | 3                     | 0                     | C1 C3                          | 2                              | 0                              | -        | -        | 22    | 0     |
| Sous-total            | Sous-total               | Sous-total            | 15          | 0           | 3                     | 0                     | -                              | 4                              | 0                              | -        | -        | 22    | 0     |
| 2014-2015             | ADO La Haye              | Eredivisie            | 32          | 0           | -                     | -                     | -                              | -                              | -                              | -        | -        | 32    | 0     |
| 2015-2016             | ADO La Haye              | Eredivisie            | 33          | 1           | -                     | -                     | -                              | -                              | -                              | -        | -        | 33    | 1     |
| Sous-total            | Sous-total               | Sous-total            | 65          | 1           | -                     | -                     | -                              | -                              | -                              | -        | -        | 65    | 1     |
| 2016-2017             | FC Ingolstadt 04         | Bundesliga            | 23          | 0           | 1                     | 0                     | -                              | -                              | -                              | -        | -        | 24    | 0     |
| 2017-2018             | FC Ingolstadt 04         | 2. Bundesliga         | 3           | 0           | -                     | -                     | -                              | -                              | -                              | -        | -        | 3     | 0     |
| 2017-2018             | SC Heerenveen (prêt)     | Eredivisie            | 23          | 0           | 1                     | 0                     | -                              | -                              | -                              | 2        | 0        | 26    | 0     |
| Sous-total            | Sous-total               | Sous-total            | 49          | 0           | 2                     | 0                     | -                              | -                              | -                              | 2        | 0        | 53    | 0     |
| 2018-2019             | FC Bâle                  | Super League          | 9           | 0           | 2                     | 0                     | C3                             | 2                              | 0                              | -        | -        | 13    | 0     |
| Sous-total            | Sous-total               | Sous-total            | 9           | 0           | 2                     | 0                     | -                              | 2                              | 0                              | -        | -        | 13    | 0     |
| 2018-2019             | Strømsgodset IF          | Eliteserien           | 13          | 0           | -                     | -                     | -                              | -                              | -                              | -        | -        | 13    | 0     |
| Sous-total            | Sous-total               | Sous-total            | 13          | 0           | 0                     | 0                     | -                              | -                              | -                              | -        | -        | 13    | 0     |
| 2019-2020             | Hanovre 96               | 2. Bundesliga         | 1           | 0           | -                     | -                     | -                              | -                              | -                              | -        | -        | 1     | 0     |
| 2020-2021             | Hanovre 96               | 2. Bundesliga         | 2           | 0           | -                     | -                     | -                              | -                              | -                              | -        | -        | 2     | 0     |
| 2021-2022             | Hanovre 96               | 2. Bundesliga         | 11          | 0           | 2                     | 0                     | -                              | -                              | -                              | -        | -        | 13    | 0     |
| Sous-total            | Sous-total               | Sous-total            | 14          | 0           | 2                     | 0                     | -                              | -                              | -                              | -        | -        | 16    | 0     |
| Total sur la carrière | Total sur la carrière    | Total sur la carrière | 205         | 1           | 9                     | 0                     | -                              | 6                              | 0                              | 2        | 0        | 222   | 1     |